# Sziklay György
Sziklay György (Szabadka, 1854. – Detta, 1936. szeptember 25.) magyar költő, író, műfordító.

## Életútja, munkássága
Gimnáziumi tanulmányait szülővárosában végezte, majd beiratkozott a budapesti egyetem jogi karára, ahol 1880-ban jogi doktorátust szerzett. 1883-tól Szabadkán folytatott ügyvédi gyakorlatot; 1886-ban megalapította és szerkesztette a Szabadkai Hírlapot. 1896-ban Dettára nevezték ki királyi közjegyzőnek, itt az 1930-as évek elejéig működött.
Első szépirodalmi alkotásait Hiador (Jámbor Pál) közölte. Költeményei, műfordításai, elbeszélései, karcolatai, tárcái és kritikái 1877-től kezdődően budapesti újságokban, irodalmi folyóiratokban és vidéki hírlapokban láttak napvilágot. 1878–79-ben lefordította Shakespeare, 1881-ben pedig Petrarca szonettjeit, Friedrich Bodenstedt Mirza-Shaffy dalai c. verskötetét; eredeti metrumban ültette át magyarra Horatius ódáinak jelentős hányadát. 1906-ban tagjává választotta a temesvári Arany János Társaság. Munkatársa volt a Temesvári Hírlapnak és a Délmagyarországi Közlönynek.
Az 1920-as években leginkább klasszikus és kortárs román költők (George Coşbuc, Victor Eftimiu, Mihai Eminescu, Şt. O. Iosif) verseiből fordított magyarra; ezek legnagyobbrészt a Temesvári Hírlap hasábjain láttak napvilágot.

## Kötetei
- Álmok és ábrándok. Költemények; előszó: Szabolcska Mihály; Lampel, Bp., 1909